# Broindon
Broindon é uma comuna francesa na região administrativa da Borgonha-Franco-Condado, no departamento de Côte-d'Or. Estende-se por uma área de 4,73 km². Em 2010 a comuna tinha 204 habitantes (densidade: 43,1 hab./km²).